# Janvier 1754
Cette page présente les faits marquants du mois de janvier 1754.

## Événements
- 1er janvier : création à Vienne d’une Académie orientale pour former les fonctionnaires au service de l’État à l’étranger, en particulier dans l’Empire ottoman[1].